# سیزاب آبی
سیزاب آبی (نام علمی: Veronica anagallis-aquatica) نام یک گونه از سرده سیزاب است.